# 伊利诺伊大学法学院

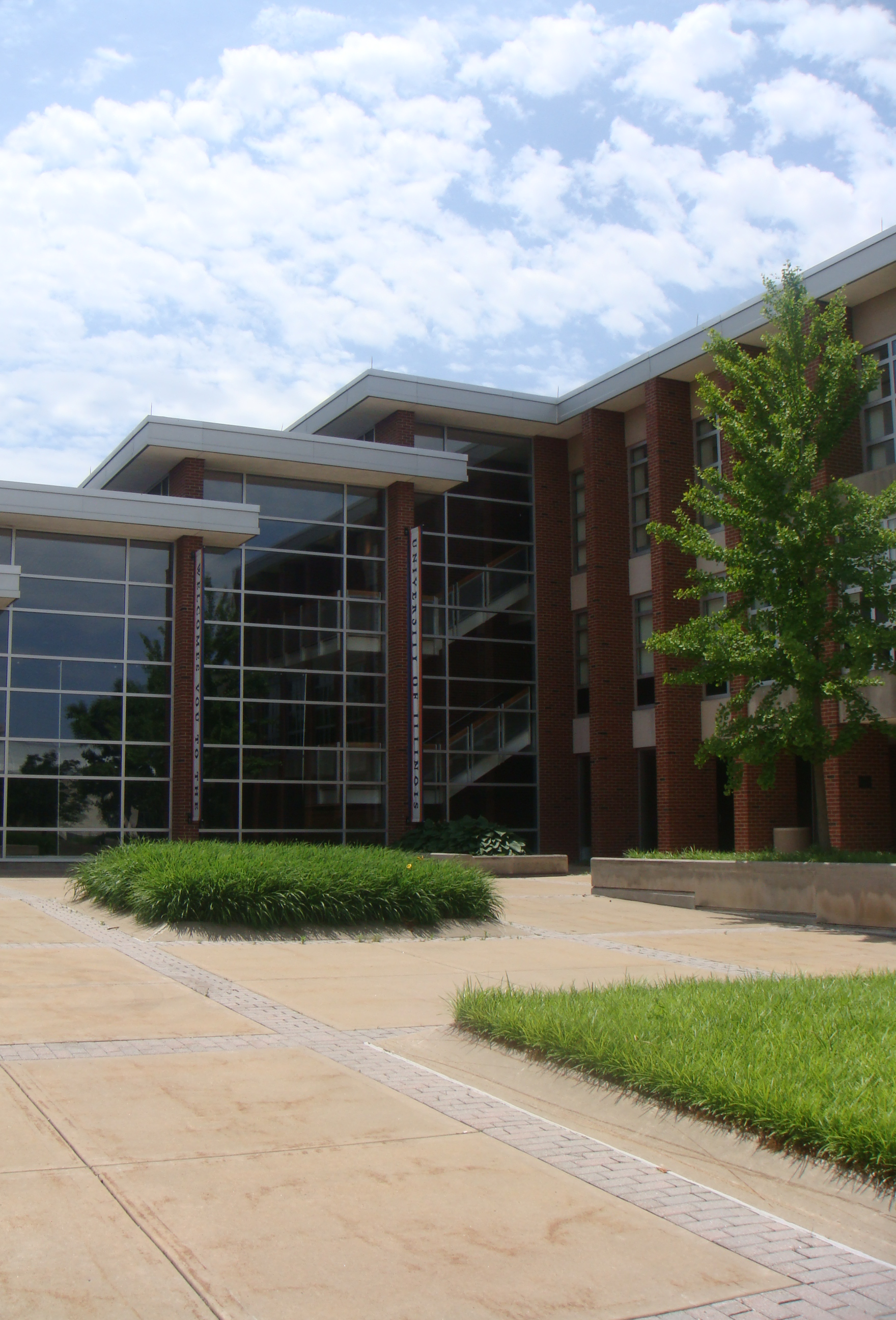
法学院建筑

伊利诺伊大学法学院（University of Illinois College of Law，简称 UIUC Law）
是一所自1897年起在美国伊利诺伊州香檳城创设的法学院，附属于伊利诺伊大学厄巴纳-香槟分校。
该学院在《美国新闻与世界报道》的法学院排名里被评为第31名。

## 2011年入学学生数据造假事件
该院在2011年爆出入学学生数据造假事件，当时学院故意在其网站上公布虚假的第一年入学学生的 LSAT 分数及 GPA 成绩。
 
之前公布的入学新生平均 LSAT 成绩是 168， 平均 GPA 是3.81。后来学院公布的真实成绩显示，当年入学学生的实际平均 LSAT 分数是 163，GPA 是 3.70。 
该学院后来聘请了第三方律所 Jones Day 及 Duff & Phelps 对学院进行调查，结果显示学院在过去六七年里一直对此类数据造假。据校方介绍，造假是为了迎合学院既定的发展目标。
美国律师协会在一年后公布了对该学院的惩罚，学院被罚款25万美元，并且在学院网站首页上显著位置放置惩罚公告两年。这是该协会首次对法学院数据造假进行罚款。

## 外部連結
- 官方网站

40°6′14.9″N 88°13′53″W / 40.104139°N 88.23139°W
template:University of Illinois at Urbana-Champaign campus